# 岡島哲
岡島 哲（おかじま さとし、 1920年（大正9年）7月24日 - 1945年（昭和20年）8月20日）は、日本の陸軍軍人。最終階級は陸軍少佐。

## 略歴
ガダルカナル島の戦いからの生還者で「鬼隊長」と呼ばれた。
水戸教導航空通信師団事件の首謀者として知られている。
鹿児島県で教員・岡島清の二男として生まれた。村松中学校（現新潟県立村松高等学校）を経て、1940年（昭和15年）2月、陸軍士官学校（53期）を卒業。同年5月、陸軍少尉に任官し、1941年（昭和16年）8月、陸軍中尉に昇進。歩兵第230連隊中隊長、陸軍航空士官学校生徒隊付、陸軍航空通信学校教官を経て、1945年（昭和20年）4月、水戸教導航空通信師団中隊長に発令され、同年6月、陸軍少佐に進んだ。
1945年8月15日の玉音放送の後も、水戸教導航空通信師団では終戦の真偽をめぐり恭順派と徹底抗戦派で激論が交わされていた。同年8月17日未明に恭順派の田中常吉少佐が射殺された後、決起派の中心人物として約400人とともに水戸から上京し、東京美術学校を占拠し「昭和勤皇彰義隊」と書した旗を掲げ近衛師団等に決起を呼びかけた。しかし、20日未明には決起部隊は水戸に戻り原隊復帰することとなり、その中心人物だった岡島ら3名は水戸徳川邸前で自決した。